# 宗春かるた
宗春かるた（むねはるかるた）は、愛知県・名古屋市の日本一を編んだ名古屋弁によるいろはかるた。徳川宗春に擬したフィギュアを入れ込んだ写真を絵札に用いており、三遊亭圓丈が監修と付属CDの読み手となっている。

## 概要
札　五十音中で日常使われる46音中「を」以外の45枚、サイズ：96mm x 74mm
- 取札　
  - 表　写真、音（おん）
  - 裏　ローマ字、撮影地、撮影協力
- 読札
  - 表　読み、名古屋弁単語、共通語訳
  - 裏　「名古屋いちばん」解説

読手CD
- 読み　2回繰返し、その後アドリブ　※なぞかけや圓丈の生地である雁道の店名や人名、春風亭昇太への呼びかけもある。
- 一回休み、総取りの読みがそれぞれ1種類ある。

## バージョン
- 「名古屋いちばん宗春かるた」（2010名古屋開府400年落款入りパッケージ：2010年10月～2011年3月）
- 「宗春かるた」（葵紋入りブラックパッケージ：2011年4月～）※内容は上記バージョンと同じ
- 「宗春かるた　すごろく付」　（時事ネタを風刺したすごろく付、読手CDは付属していない。2012年11月～）

## 制作
- 名古屋弁監修・CD読手 / 三遊亭圓丈
- コピー・解説 / 大橋政男（ダイジョーブインターナショナル）
- 撮影 / 西川文章（スタジオバグダッド）
- フィギュア制作 / 中野キミオ
- デザイン / 早川利之（エフ・クリエイティブ）
- 制作・著作 / 大野健（株式会社ボーノプランニング）